# 吉梅拉
吉梅拉，是西班牙加泰罗尼亚莱里达省的一个市镇。 总面积25平方公里，总人口365人（2001年），人口密度15人/平方公里。